# Jamie Bell
Jamie Bell (n. 14 martie 1986, Billingham⁠(d), Anglia, Regatul Unit) este un actor englez cunoscut pentru rolul din filmul Billy Elliot, în anul 2000, pentru care a câștigat premiul BAFTA pentru cel mai bun actor în 2001.

## Biografie
S-a născut în Billingham, unde a crescut împreună cu mama sa, Eileen și sora sa mai mare Kathryn. Tatăl său, John Bell, un muncitor, a părăsit-o pe mama sa înainte ca acesta să se nască. Împreună cu sora sa a urmat cursuri de balet și în acest fel și-a descoperit pasiunea pentru dans. A urmat cursurile Școlii Northfield, după care s-a îndreptat spre actorie, ca membru al National Youth Music Theatre. În anul 1999 a câștigat o audiție pentru rolul băiatului Billy Elliot. În 2001 a fost membru de onoare al juriului Festivalului de Film Giffoni. De la rolul lui Billy Elliot au urmat Smike în adaptarea lui Nicholas Nickleby, un tânăr soldat în Deathwatch, adolescentul din pelicula Undertow, pacifistul din Dear Wendy, adolescentul din The Chumscrubber, rolul din lungmetrajul King Kong și din Hallam Foe. Pentru acesta din urmă a fost nominalizat la Premiul pentru Cel mai bun actor în Festivalul British Independent Film Awards. În anul 2008 a jucat două roluri. În science-fiction-ul Jumper și o dramă de război, Defiance. Contrar zvonurilor, nu a jucat în piesa Equus, a regizorului Thea Sharrock. În anul 2009 a interpretat rolul titular în filmul Aventurile lui Tintin: Secretul Licornului, alături de Simon Pegg și Nick Frost, iar în 2011 a luat rolul pentru filmul The Eagle.